# ナツエビネ
ナツエビネ（夏海老根、学名：Calanthe puberula ）は、ラン科エビネ属の多年草

## 特徴
偽球茎は球形になる。葉は3-5枚が束生し、長さ10-30cm、幅3-6cmの狭長楕円形で、先端は鋭尖頭で、表面は縦じわが多い。
花期は7-8月。高さ20-40cmになる花茎が基部の葉腋から直立し、10-20個の淡紫色の花を総状につけ、下方から開花していく。苞は長さ1-2cmの披針形。萼片は長さ15-20mmで、背萼片は狭卵形、側萼片は斜卵形で、ともに先端はとがり反曲する。側花弁は萼片よりやや短い線形で、先端はとがる。唇弁は心状広卵形で、萼片と同長で3深裂し、中裂片の縁は細波状に縮れ、先端は突出する。距はない。

## 分布と生育環境
中国南部、台湾、朝鮮（済州島）、日本に分布する。
日本では、本州、四国、九州に分布し、渓谷や沢の周辺などやや湿った落葉樹林下に生育する。

## 園芸利用
園芸店などで全国的に販売されるが、暑さと湿度不足を嫌い、植物ウイルスの感染にも弱いので健全な状態で長期栽培することは難しい。関東以南の平低地・市街地では生きていても高温障害のため落蕾して観賞できない場合も多い。一般的には一時的・消費的な栽培しかできないためエビネ類の中では園芸的評価は低く、人工増殖しても採算が合わないことから野生採取個体が流通している。
他種の春咲き・夏咲きエビネと交配が可能だが、交雑個体は稔性が著しく低下し、後代の育種継続が難しくなるため育種素材としてもほとんど利用されていない。

## 下位分類
- オクシリエビネ Calanthe puberula Lindl. var. okushirensis (Miyabe et Tatew.)M.Hiroe.[7] - Syn.  Calanthe reflexa Maxim. var. okushirensis (Miyabe et Tatew.) Ohwi[8] -葉の裏に短毛があり、北海道奥尻島、青森県西部に分布する変種[5]。

## 保全状況評価
絶滅危惧II類 (VU)（環境省レッドリスト）
2007年8月レッドリスト

## ギャラリー
- 花
- 蕾
- 滋賀県高島市、2014年8月